# رشته‌کوه کلتر
رشته‌کوه کلتر (روسی: Кельтерский Хребет) یک رشته‌کوه در یاقوتستان کشور روسیه است.